# مکعب (ساختمان)
مکعب (عربی: المکعّب) یک پروژهٔ معماری پیشنهادی برای ساخت یک آسمان‌خراش به‌شکل مکعب به ارتفاع ۴۰۰ متر در ناحیهٔ القیروان شهر ریاض، عربستان سعودی است. ناحیهٔ القیروان خود یکی از پنج محلهٔ در دست توسعه در قالب برنامهٔ توسعهٔ املاک تحت عنوان مربع جدید است. طراحی مکعبی‌شکل این پروژه که در فوریهٔ ۲۰۲۳ از آن رونمایی شد، با الهام از قصر مربع انجام شده‌است.

## پیش‌زمینه
این پروژهٔ گسترده در ۱۶ فوریهٔ ۲۰۲۳ از سوی محمد بن سلمان، ولیعهد عربستان سعودی معرفی شد. طراحی این پروژه به‌دلیل شباهت‌هایی که به کعبه در مسجدالحرام واقع در مکه به عنوان مقدس‌ترین معبد مسلمانان دارد، به‌شدت مورد انتقاد قرار گرفته‌است.
مطابق با برنامه‌ریزی‌های کنونی، فضای داخلی این پروژه میزبان یک تصاویر هولوگرافیک عظیم با هدف ایجاد احساس حضور در واقعیت‌ها، زمان‌ها و مکان‌های متفاوت در تماشاگران خواهد بود. علاوه بر این، در فضای داخلی این بنا یک برج گردان شامل عرشه‌های رسدی و رستوران‌ها قرار خواهد گرفت که انعکاس تصاویر هولوگرافیک مذکور نیز از این برج‌ها انجام می‌شود.
پروژهٔ مکعب به‌عنوان قطعهٔ اصلی در مرکز شهر جدید و عظیم ساخته‌شده در کلان‌شهر ریاض تحت نام مربع جدید در نظر گرفته شده‌است. این سازه با حدود ۲ میلیون متر مربع فضای کف، بزرگ‌ترین سازهٔ تک‌ساختهٔ جهان خواهد بود.
احداث این پروژه توسط شرکت توسعه مربع جدید انجام خواهد شد که ریاست آن را محمد بن سلمان بر عهده دارد.
این پروژه که به‌عنوان جزئی از پروژهٔ چشم‌انداز ۲۰۳۰ عربستان سعودی برنامه‌ریزی شده‌است، قرار است که دارای عرض و ارتفاع ۴۰۰ متر (۱٬۳۰۰ فوت) و عرض در هر چهار سوی خود باشد. طراحی این ساختمان از سبک معماری نجدی مدرن الهام گرفته‌است. این ساختمان همچنین دارای یک بام باغ خواهد بود.